# Micropsectra davigra
Micropsectra davigra е насекомо от разред Двукрили (Diptera), семейство Хирономидни (Chironomidae). Видът е ендемичен в Полша.